# Route 11 (Alberta)
Pour les articles homonymes, voir Route 11.
La Route 11, aussi appelée David Thompson Highway, est une route provinciale du centre de l'Alberta. Elle parcourt 318 km (198 mi) depuis la route 93 à Saskatchewan River Crossing près du Mont Sarbach dans le Parc national Banff et se dirige vers l'est jusqu'à une intersection avec la route 12 près de Nevis. Elle passe par Nordegg, Rocky Mountain House, Sylvan Lake et Red Deer. La route est nommée d'après David Thompson, un marchand de fourrure, arpenteur et cartographe britanno-colombien qui a exploré la zone entre Rocky Mountain House et Kootenae House (près de l'actuelle Invermere, Colombie-Britannique) via le Col Howse.

## Description du tracé

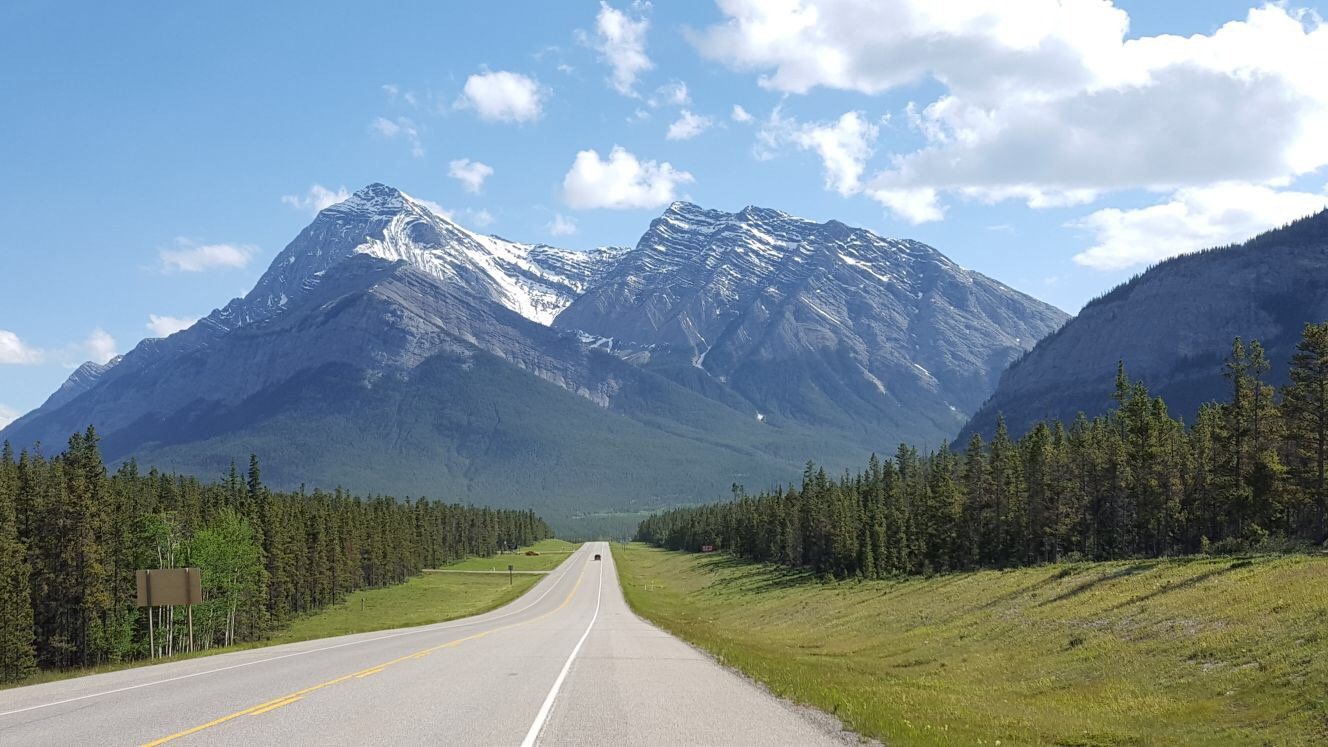
Route 11 vers Banff, août 2017

La majorité de la route 11 est entretenue par la province, mais le segment se trouvant dans le Parc national Banff est entretenu par le Gouvernement du Canada et celui dans la ville de Red Deer est entretenu oar la Ville elle-même. La route débute à l'intersection avec la route 93 (Icefields Parkway) et traverse le Parc national Banff sur 6 km (3,7 mi), où il est nécessaire d'acheter un droit de passage.
Au-delà du Parc national Banff, la route longe la rivière Saskatchewan Nord et traverse une zone peu habitée des forêts des Rocheuses. Elle passe par la rive ouest du Lac Abraham et par Nordegg. La route continue vers l'est en direction de Rocky Mountain House où elle forme un multiplex avec la route 22. Continuant vers l'est, la route passe par Alhambra, Condor, Eckville et Benalto avant de contourner Sylvan Lake et d'entrer dans la ville de Red Deer. La route est une route à quatre voies à chaussées divisées entre la route 20 et Red Deer et elle traverse un chaussée et un pont sur le Lac Cygnet.
La route 11 rencontre la route 2 (Queen Elizabeth II Highway) à un échangeur, entrant dans la ville de Red Deer comme 67 Street. Elle croise la route 2A (Gaetz Avenue) au nord du centre-ville et traverse la rivière Red Deer avant de bifurquer vers le sud et de devenir 30 Avenue. À l'intersection avec 55 Street, la route 11 tourne vers l'est et quitte Red Deer.

La route passe alors par Canyon Ski Area, traverse la rivière Red Deer et passe par Joffre. À l'est de Joffre, elle suit le haut de la vallée de la rivière Red Deer et croise la route 21. La route 11 prend fin à l'intersection avec la route 12 près de Nevis, 20 km (12 mi) à l'ouest de Stettler.

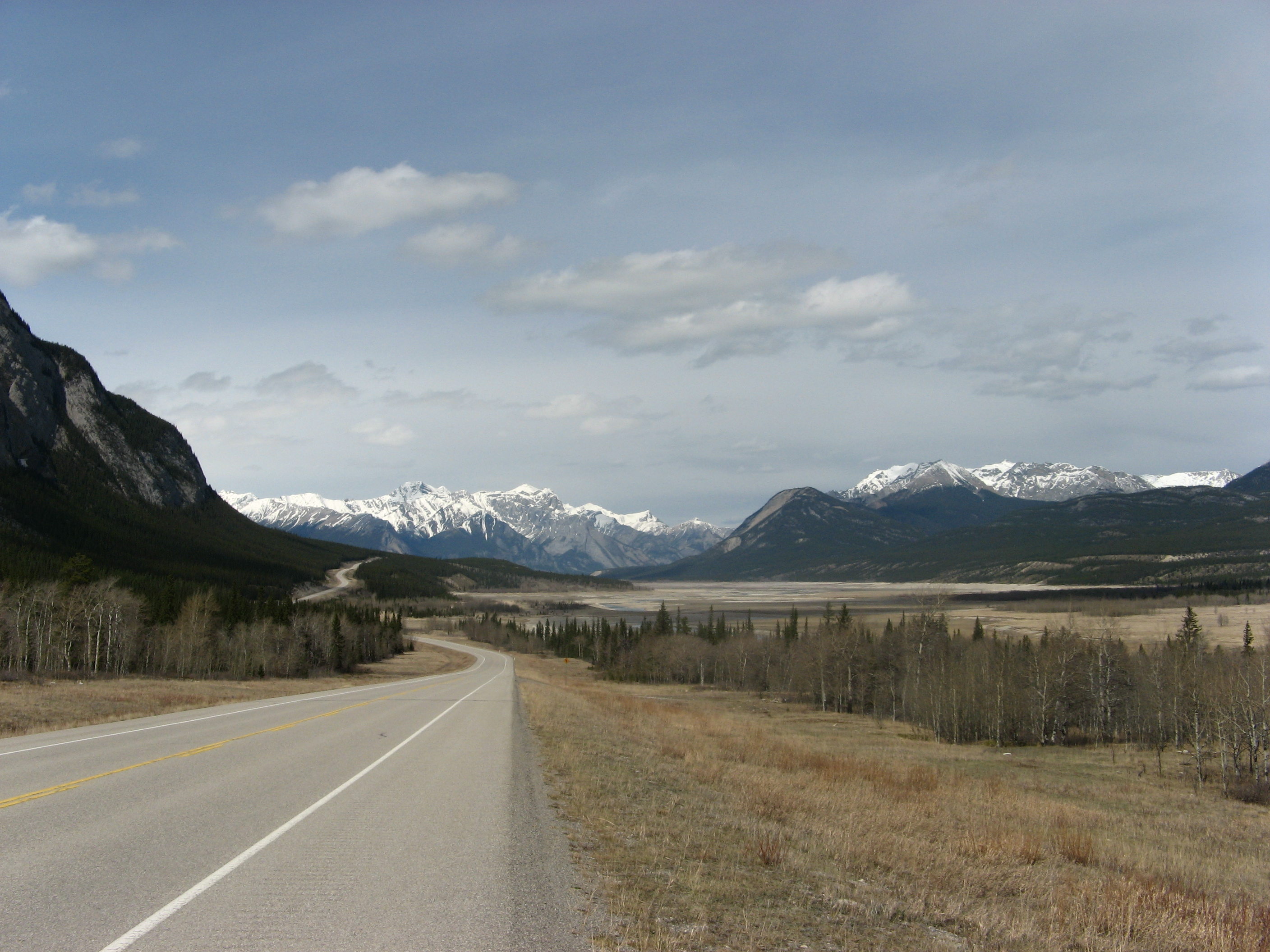
David Thompson Highway à l'extérieur du Parc national Banff
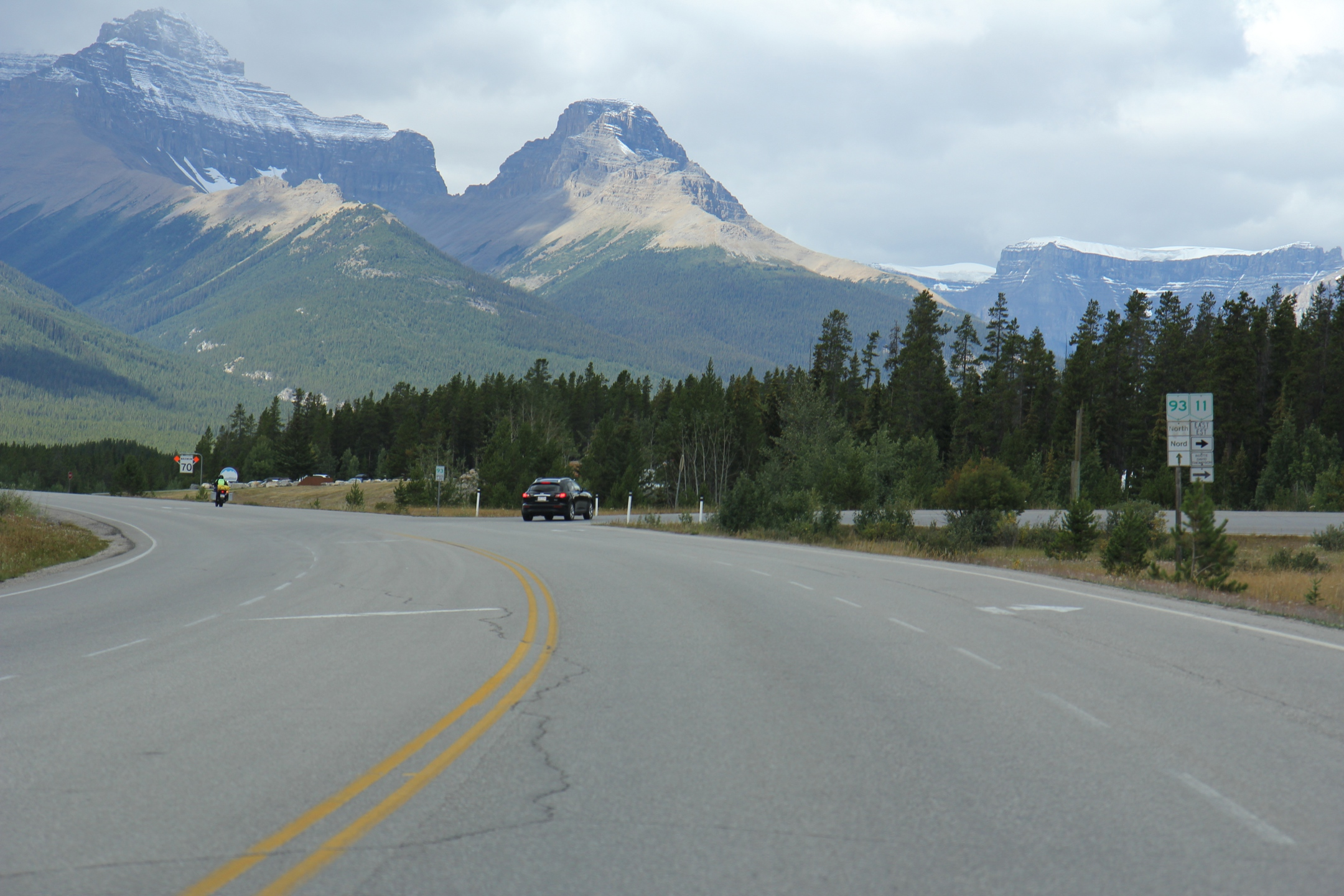
Terminus ouest à Saskatchewan River Crossing

## Intersections majeures
| Municipalité rurale / spécialisée         | Ville                       | km                                                                               | Destinations                                            | Notes                                                                |
| ----------------------------------------- | --------------------------- | -------------------------------------------------------------------------------- | ------------------------------------------------------- | -------------------------------------------------------------------- |
| I.D. No 9 (Parc national Banff)           | Saskatchewan River Crossing | 0,00                                                                             | AB-93 (Icefields Parkway) – Jasper, Lake Louise, Banff  | Péage; laissez-passer pour le parc national requis                   |
| Comté de Clearwater                       |                             | 87,70                                                                            | AB-734 (Forestry Trunk Road) – Waiparous, Edson, Hinton |                                                                      |
| Comté de Clearwater                       |                             | 144,00                                                                           | Sunchild Road                                           | Accès à la Première Nation Sunchild et à la Première Nation O'Chiese |
| Comté de Clearwater                       | 168,70                      | AB-11A est / AB-756 nord – Rocky Mountain House, Parc provincial de Crimson Lake | Terminus ouest de l'AB-11A; terminus sud de l'AB-756    |                                                                      |
| Comté de Clearwater                       | 172,50                      | Traverse la rivière Saskatchewan Nord                                            | Traverse la rivière Saskatchewan Nord                   |                                                                      |
| Comté de Clearwater                       | Rocky Mountain House        | 174,20                                                                           | AB-22 nord (Cowboy Trail) – Drayton Valley              | Terminus ouest du multiplex avec l'AB-22                             |
| Comté de Clearwater                       | Rocky Mountain House        | 177,70                                                                           | AB-11A ouest / AB-598 est (52 Avenue) – Leslieville     | Terminus est de l'AB-11A; terminus ouest de l'AB-598                 |
| Comté de Clearwater                       |                             | 186,10                                                                           | AB-22 sud (Cowboy Trail) – Caroline, Sundre             | Terminus est du multiplex avec l'AB-22                               |
| Comté de Clearwater                       | 203,60                      | AB-761 sud – Stauffer                                                            | Terminus ouest du multiplex avec l'AB-761               |                                                                      |
| Comté de Clearwater                       | 203,90                      | AB-761 nord – Leslieville                                                        | Terminus est du multiplex avec l'AB-761                 |                                                                      |
| Comté de Lacombe                          |                             | 218,40                                                                           | AB-766 sud                                              | Terminus ouest du multiplex avec l'AB-766                            |
| Comté de Lacombe                          | 219,90                      | AB-766 nord – Eckville                                                           | Terminus est du multiplex avec l'AB-766                 |                                                                      |
| Comté de Red Deer                         | Sylvan Lake                 | 237,10                                                                           | 60 Street                                               | Carrefour giratoire                                                  |
| Comté de Red Deer                         | Sylvan Lake                 | 238,80                                                                           | AB-781 sud / 50 Street – Innisfail                      | Carrefour giratoire                                                  |
| Comté de Red Deer                         | Sylvan Lake                 | 240,40                                                                           | AB-20 nord – Bentley, Rimbey                            | Terminus sud de l'AB-20                                              |
| Ville de Red Deer                         | Ville de Red Deer           | 255,00                                                                           | AB-2 – Edmonton, Calgary                                | Sortie 401 de l'AB-2                                                 |
| Ville de Red Deer                         | Ville de Red Deer           | 255,80                                                                           | Johnstone Drive                                         | Carrefour giratoire                                                  |
| Ville de Red Deer                         | Ville de Red Deer           | 258,20                                                                           | AB-2A (Gaetz Avenue)                                    |                                                                      |
| Ville de Red Deer                         | Ville de Red Deer           | 259,30                                                                           | Riverside Drive                                         | Échangeur                                                            |
| Ville de Red Deer                         | Ville de Red Deer           | 259,40                                                                           | Traverse la rivière Red Deer                            | Traverse la rivière Red Deer                                         |
| Ville de Red Deer                         | Ville de Red Deer           | 261,50                                                                           | 30 Avenue                                               | Carrefour giratoire                                                  |
| Comté de Red Deer                         |                             | 274,30                                                                           | AB-808 sud                                              | Terminus nord de l'AB-808                                            |
| Limite Comté de Red Deer–Comté de Lacombe |                             | 275,20                                                                           | Traverse la rivière Red Deer                            | Traverse la rivière Red Deer                                         |
| Comté de Lacombe                          |                             | 280,10                                                                           | AB-815 nord – Joffre                                    | Terminus sud de l'AB-815                                             |
| Comté de Lacombe                          | 304,70                      | AB-601 nord – Alix                                                               | Terminus sud de l'AB-601                                |                                                                      |
| Comté de Stettler No 6                    |                             | 313,30                                                                           | AB-21 – Camrose, Three Hills                            |                                                                      |
| Comté de Stettler No 6                    |                             | 318,20                                                                           | AB-12 – Lacombe, Stettler                               |                                                                      |
| - Terminus de multiplex - Péage           |                             |                                                                                  |                                                         |                                                                      |